# Krzysztof Kamiński
Krzysztof Kamiński (Nowy Dwór Mazowiecki, 26 novembre 1990) è un calciatore polacco, portiere del Pogoń Stettino.